# Маркес, Луис Жозе
Луис Жозе́ Маркес (порт.-браз. Luiz José Marques; 17 августа 1926, по другим данным 1925, Порту-Алегри — 29 декабря 2014, Порту-Алегри), более известный под именем Луизиньо (порт.-браз. Luizinho/Luisinho) — бразильский футболист, правый нападающий.

## Карьера
Луизиньо начал карьеру в клубе «Сан-Жозе», затем играл за местный клуб «Форса-э-Лус». Оттуда в 1947 году он перешёл в «Крузейро». В 1948 году форвард перешёл в стан «Фламенго», за который дебютировал 14 января в матче с командой, составленной из игроков клубов «Универсидад де Чили» и «Универсидад Католика» (3:4). 15 апреля он забил первый мяч за клуб, поразив ворота команды, составленной из игроков «Сампайо Корреа» и «Мараньяна» (3:1). Всего за клуб он выступал два сезона, проведя 61 игру и забив 14 голов. После этого футболист возвратился в Порту-Алегри, где играл за местный «Насьонал».
В 1951 году в клуб «Интернасьонал» перешёл главный тренер «Насьонала», Тете и привёл с собой нескольких игроков, среди которых был и Луизиньо. Тренер таким образом составил атаку команды, состоявший из Луизиньо, также перешедшего из «Насьонала» Бодиньо, Салвадора, который пришёл в том же году, и Жеронимо, присоединившегося к команде двумя годами позже. Нападающий выиграл с клубом три титула чемпиона штата Риу-Гранди-ду-Сул, а в 1956 году поехал на чемпионат Панамерики в составе сборной Бразилии, составленной исключительно из футболистов штата Риу-Гранди-ду-Сул, а тренировал команду Тете. Луизиньо провёл на турнире все пять матчей и забил один гол, а его команда заняла на первенстве первое место. Также он играл за клуб «Реннер», а завершил карьеру в «Интернасьонале» в 1958 году.
27 октября 2014 года у Луизиньо случился инсульт в своём доме в байрро Гуаружа в Порту-Алегри. Он был госпитализирован в больницу Маэ-де-Деус в районе Менино Деус. Спустя два месяца, 29 декабря, он скончался.

## Международная статистика
| Матчи Луизиньо за сборную Бразилии | Матчи Луизиньо за сборную Бразилии | Матчи Луизиньо за сборную Бразилии | Матчи Луизиньо за сборную Бразилии | Матчи Луизиньо за сборную Бразилии | Матчи Луизиньо за сборную Бразилии | Матчи Луизиньо за сборную Бразилии |
| ---------------------------------- | ---------------------------------- | ---------------------------------- | ---------------------------------- | ---------------------------------- | ---------------------------------- | ---------------------------------- |
| №                                  | Дата                               | Место проведения                   | Оппонент                           | Счёт                               | Голы                               | Турнир                             |
| 1                                  | 1 марта 1956                       | Мехико                             | Чили                               | 2:1                                | 1                                  | Панамериканский чемпионат          |
| 2                                  | 6 марта 1956                       | Мехико                             | Перу                               | 1:0                                | —                                  | Панамериканский чемпионат          |
| 3                                  | 8 марта 1956                       | Мехико                             | Мексика                            | 2:1                                | —                                  | Панамериканский чемпионат          |
| 4                                  | 13 марта 1956                      | Мехико                             | Коста-Рика                         | 7:1                                | —                                  | Панамериканский чемпионат          |
| 5                                  | 18 марта 1956                      | Мехико                             | Аргентина                          | 2:2                                | —                                  | Панамериканский чемпионат          |

## Достижения
- Чемпион штата Риу-Гранди-ду-Сул: 1952, 1953, 1955
- Чемпион Панамерики: 1956

## Личная жизнь
Луизинь был женат на Эстеле Пинто Маркес. У них было двое детей — Луис Жосе Маркес Жуниор и Сузана Элизабет Маркес Соарес.